# Pizza farm

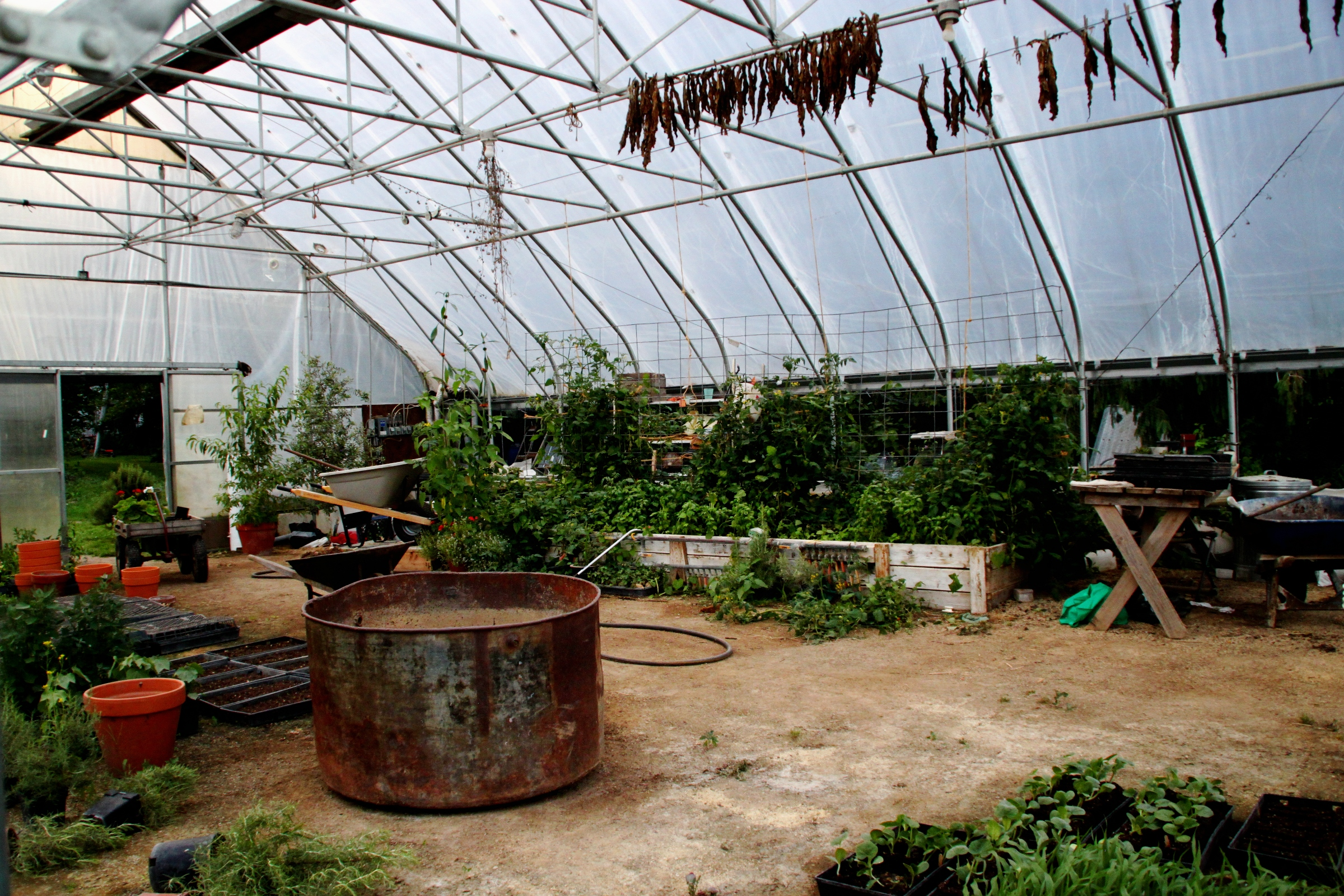
Pizza farm en Colorado.

En los Estados Unidos, una pizza farm, o granja de pizza es una atracción educativa para visitantes que consiste en una pequeña granja en un terreno circular dividido en parcelas con forma de rebanadas de pizza. Los segmentos de la finca producen ingredientes que se pueden usar en la pizza, como trigo para la corteza, tomates o hierbas, cerdo para pepperoni, vacas lecheras para queso e incluso árboles para leña para el horno de la pizza. Algunas granjas pueden incluso tener acceso a depósitos de carbón o gas natural que pueden usarse como combustibles adicionales para calentar hornos de pizza. 
Las granjas que cocinan sus propias pizzas, a veces con ingredientes cultivados en la propia granja, también se denominan "granjas de pizza" y se han vuelto populares en Minnesota y Wisconsin.

## Ejemplos de granjas de pizza
- Las clases de agricultura en Canadá tienen granjas de pizzas cultivadas por estudiantes cada año.[3] Hay otras granjas de alimentos en el programa, incluida una granja de "hamburguesas y papas fritas".[4]
- The Pizza Farm en Cobb Ranch (Fresno, California)[5]
- Granja de pizzas "R" (Dow, Illinois)[6][7]
- Granja de pizza Winghaven (Galesville, Wisconsin)